# Isaac Del Toro
Pour les articles homonymes, voir Del Toro.
Isaac Del Toro Romero, en espagnol : Isaac del Toro Romero, né le 27 novembre 2003, est un coureur cycliste mexicain. Il a notamment remporté le Tour de l'Avenir 2023, faisant de lui le premier Mexicain à remporter la course.

## Biographie

### A.R.Monex (2023)
Lors de la saison 2023, Isaac del Toro obtient ses premiers résultats internationaux à 19 ans. Dans la catégorie des espoirs (moins de 23 ans), il court pour le club saint-marinais de l'A.R. Monex. En juin, il est quatrième du Trofeo Alcide Degasperi, puis dixième de la Course de la Paix espoirs et du Sibiu Cycling Tour. Grâce à ses qualités de grimpeur, le mois suivant, il se classe troisième  du Tour de la Vallée d'Aoste derrière Darren Rafferty et Alexy Faure Prost. Annoncé comme l'un des favoris pour le Tour de l'Avenir, il remporte le 25 août la sixième étape au col de la Loze. Au départ de la huitième et dernière étape, il occupe la deuxième place du général à 54 secondes de Matthew Riccitello. Il parvient à renverser la course pour s'adjuger le classement général en terminant deuxième de l'étape avec près de trois minutes d'avance sur l'ancien maillot jaune. Il devient le premier Mexicain de l'histoire à gagner la course et devient le premier coureur à remporter tous les classements, à savoir le classement général, le classement par points, le classement de la montagne et du meilleur jeune.

### UAE Emirates (depuis 2024)
En 2024, il rejoint l'équipe World Tour UAE Team Emirates. Le 17 janvier 2024, attaquant seul dans le dernier kilomètre, il s'impose lors de la deuxième étape du Tour Down Under, sa première victoire dans une course de l'UCI World Tour. Il résiste in extremis au retour du peloton et s'empare du maillot de leader qu'il perd au terme de la cinquième étape. Il termine cette épreuve à la troisième place et remporte le classement du meilleur jeune. Sur le sol européen, il ne tarde pas non plus à se distinguer au niveau World Tour. Sur Tirreno-Adriatico, il se classe 4e du classement général puis 7e sur celui du Tour du Pays basque, écrasé par son équipe qui place Brandon McNulty 5e, Marc Soler 4e et Juan Ayuso remportant l'épreuve. À un niveau inférieur, il s'impose sur le Tour des Asturies, composé de trois étapes, qu'il termine 1er, 3e et 2e. En août, il prend le départ de son premier Grand Tour, le Tour d'Espagne. Échappé lors de la seizième étape, il en prend la 6e place.
Le 19 mars 2025, il remporte Milan-Turin. Profitant du travail de sape de son coéquipier Adam Yates, il émerge dans les 150 derniers mètres au sommet de Superga et bat Ben Tulett.
Le 18 mai, il est le principal attaquant de la neuvième étape du Tour d'Italie, empruntant des chemins blancs, et termine deuxième à Sienne derrière Wout van Aert. Il s'empare à cette occasion du maillot rose, devenant le premier Mexicain à endosser cette tunique. Il remporte sa première étape de grand tour, sur ce Tour d'Italie le 28 mai à l'occasion de la 17e étape devant Romain Bardet et Richard Carapaz. Abordant la dernière étape de montagne le maillot rose sur les épaules, Isaac Del Toro doit répondre aux attaques de son dauphin Richard Carapaz qui tente sans succès de le décrocher dans le col du Finestre. Les deux coureurs s’observent par la suite et permettent à Simon Yates, troisième du classement général à 1 min 21  de revenir sur eux. À 15km du sommet du col, Yates accélère et s’isole rapidement de ses adversaires, qui s’observent plutôt que de contre attaquer. Yates franchit le col avec  presque 2 minutes d’avance sur Del Toro et Carapaz, et profite du soutien de son équipier Wout Van Aert parti en éclaireur avec l’échappée matinale qu’il rattrape dans la descente entre le col du Finitre et  Sestrières. Yates n’a par la suite de cesse de creuser l’écart avec ses concurrents, qui ne parviennent pas à collaborer, Del Toro ralentit afin d’attendre ses équipiers derrière lui et mener la chasse, mais perd trop de temps pour empêcher Yates de prendre le large. Il perd 5 minutes et 13 secondes sur Yates, lui laissant par la même occasion prendre la tête du classement général avec 3 min 56 d’avance, perdant donc le tour d’Italie juste avant la dernière  étape à Rome mais se consolant avec le gain du maillot blanc de meilleur jeune.

## Palmarès
- 2023
  - Tour de l'Avenir :
    - Classement général
    - 6e étape

  - 3e du Tour de la Vallée d'Aoste
- 2024
  - 2e étape du Tour Down Under
  - Tour des Asturies :
    - Classement général
    - 1re étape

  - 3e de la Down Under Classic
  - 3e du Tour Down Under
  - 4e de Tirreno-Adriatico
  - 6e du championnat du monde sur route espoirs
  - 7e du Tour du Pays basque
- 2025
  - Milan-Turin
  - 17e étape du Tour d'Italie
  - Tour d'Autriche : 
    - Classement général
    - 2e, 3e et 4e étapes

  - Clásica Terres de l'Èbre
  - Circuit de Getxo
  - Classement général du Tour de Burgos
  - 2e de la Clásica Jaén
  - 2e du Tour d'Italie
  - 2e de la Classique d'Ordizia
  - 5e de la Classique de Saint-Sébastien

## Résultats sur les grands tours

### Tour d'Italie
1 participation
- 2025 : 2e, vainqueur de la 17e étape,  maillot rose pendant 11 jours et  vainqueur du classement du meilleur jeune

### Tour d'Espagne
1 participation
- 2024 : 36e

## Classements mondiaux
| Année                                 | 2023 | 2024 |
| ------------------------------------- | ---- | ---- |
| Classement mondial                    | 350e | 57e  |
| UCI America Tour                      | 33e  | 6e   |
|                                       |      |      |
| Légende : nc = non classéSource : UCI |      |      |